# Culex marquesensis
Culex marquesensis är en tvåvingeart som beskrevs av Stone och Rosen 1953. Culex marquesensis ingår i släktet Culex och familjen stickmyggor. Inga underarter finns listade i Catalogue of Life.